# Gieorgij Adamowicz
Gieorgij Wiktorowicz Adamowicz (ros. Георгий Викторович Адамович, ur. 19 kwietnia 1892 w Moskwie, zm. 21 listopada 1972 w Nicei) – rosyjski poeta i krytyk literacki.
Był synem generała majora (z pochodzenia Polaka), kierownika szpitala wojskowego w Moskwie. Studiował na Wydziale Historyczno-Filologicznym Uniwersytetu Petersburskiego, w 1916 opublikował pierwszy zbiór swoich wierszy zatytułowany Obłaka, a w 1922 drugi, pt. Czistiliszcze. W 1923 wyemigrował za granicę, mieszkał w Paryżu i w Nicei. Pisał artykuły krytycznoliterackie zebrane w tomach Odinoczestwo i Swoboda, wydanych w 1955 w Nowym Jorku, oraz w tomie Kommientari (Waszyngton 1967).